# Balázs Megyeri
Balázs Megyeri (Budapeste, 31 de março de 1990) é um futebolista húngaro que atua como goleiro. Atualmente defende o Debrecen.

## Títulos
Ferencváros
- Nemzeti Bajnokság II (1): 2008–09

Olympiakos
- Super Liga Grega (5): 2010–11, 2011–12, 2012–13, 2013–14, 2014–15
- Copa da Grécia (2): 2012, 2013

Internacional
- Copa do Mundo Sub-20 FIFA (3° Lugar): 2009

Individual
- Prêmio Nándor Hidegkuti: 2009–10